# Linde Rotta
Linde Rotta (* 2. Juli 1937 in Eisenstadt/Burgenland als Linda Reichmann) ist eine deutsche Schriftstellerin.

## Leben
Linde Rotta besuchte eine Frauenfachschule und die Handelsakademie in Villach, wo sie die Matura ablegte. Sie arbeitete als Sekretärin und später als Journalistin, u. a. für den Westdeutschen Rundfunk, den Deutschlandfunk und die Zeitschrift Brigitte. Von 1961 bis 1963 lebte sie in Frankfurt am Main, von 1963 bis 1967 in Madrid, von 1968 bis 1989 in Lünen und von 1989 bis 2000 in Bonn; seitdem ist sie in Leipzig ansässig. 1987 nahm sie am Ingeborg-Bachmann-Wettbewerb in Klagenfurt teil.
Linde Rotta ist Verfasserin von Erzählungen, Essays, Gedichten und Hörspielen und Mitglied des Verbandes Deutscher Schriftsteller. 1984 und 1985 wurde sie mit einem Hörspiel- bzw. Erzählerpreis des Ostdeutschen Kulturrates ausgezeichnet, 2007 erhielt sie den Alfred-Müller-Felsenburg-Preis. Sie war die letzte Lebensgefährtin des 2013 verstorbenen Schriftstellers Erich Loest.

## Werke
- Reserviert für zwei. Erzählungen. Express-Edition, Berlin 1987, ISBN 978-3-925797-14-9
- Der Tag wird Legende. Gedichte. Ars-Edition, München 1989, ISBN 978-3-7607-8233-1
- Der Teufel und das Paradies. Umbrische Legenden. Herder, Freiburg im Breisgau [u. a.] 1989, ISBN 978-3-451-21437-0
- unter dem Namen Linda Reichmann: Wege aus der Drogensucht. Berichte über Menschen, die den Ausstieg geschafft haben. Mosaik-Verlag, München 1994, ISBN 978-3-576-10094-7
- Leben lohnt doch. Sucht, Schulden, Hilfen. Lambertus, Freiburg im Breisgau 1995, ISBN 978-3-7841-0805-6
- Disteln und Ginster. Erzählungen. Band 1. Morio Verlag, Heidelberg 2022, ISBN 978-3-949749-02-5
- Ein Cappuccino ist die Welt. Arbeiten für Radio und Zeitschriften. Morio Verlag, Heidelberg 2024, ISBN 978-3-949749-03-2